# Ringwoodite
La ringwoodite est un polymorphe de l'orthosilicate de magnésium et de fer (Mg,Fe)2SiO4, stable à hautes pression et température. D'abord obtenue au laboratoire par le pétrologue et géochimiste australien Ted Ringwood, elle a ensuite été observée dans des météorites, puis dans de rares échantillons terrestres.
Les données acquises en pétrologie expérimentale et en sismologie indiquent que la ringwoodite est un composant majeur du manteau supérieur terrestre.

## Histoire
Dans les conditions normales de température et de pression, la forme stable de (Mg,Fe)2SiO4, notée α-Mg2SiO4, est un minéral orthorhombique appelé olivine, abondant dans les roches magmatiques basiques et ultrabasiques et connu depuis 1790. En 1936-1937, sur la base des connaissances acquises pour le composé analogue Mg2GeO4, John Bernal et Harold Jeffreys émettent l'hypothèse qu'à haute pression l'olivine se transforme en une phase de structure spinelle, expliquant ainsi les discontinuités sismiques repérées par les sismologues,. Ted Ringwood et Alan Major confirment cette hypothèse expérimentalement en 1966. En 1970, les expériences à hautes température et pression montrent que l'olivine est d'abord remplacée par la phase β-Mg2SiO4, également orthorhombique mais de structure spinelle modifiée, puis à plus haute pression par la phase γ-Mg2SiO4, cubique de structure spinelle. Dès la découverte des phases β et γ on a compris que les transitions de phase α→β et β→γ doivent se produire dans le manteau terrestre, et qu'elles expliquent effectivement les discontinuités sismiques majeures du manteau terrestre,.
La phase γ-Mg2SiO4 a acquis son statut de minéral, et nommée ringwoodite, quand elle a été identifiée pour la première fois à l'état naturel dans la météorite de Tenham en 1969. Les hautes pressions à l'origine de la formation de ringwoodite (ainsi que d'autres phases de très haute pression) sont dues à des chocs subis par le corps parent de la météorite.
En 2014, des inclusions de ringwoodite ont été trouvées dans un diamant provenant de Juína (Mato Grosso, Brésil) et issu d'une grande profondeur,. Cette ringwoodite contient environ 1,5 % pds d'eau. Un diamant similaire a été trouvé ultérieurement.

## Dans le manteau terrestre
Les conditions de stabilité de la ringwoodite sont présentes dans le manteau terrestre à une profondeur variant de 525 à 660 km.
La ringwoodite est essentiellement une solution solide de γ-Mg2SiO4 et γ-Fe2SiO4, mais elle peut contenir jusqu'à 2,5 % pds d'eau. Elle fait partie des minéraux nominalement anhydres, c'est-à-dire qu'elle contient très peu d'eau (notamment, en comparaison des minéraux hydratés) mais qu'elle est en telle abondance dans la Terre qu'elle peut constituer un réservoir d'eau significatif. Selon certains indices, le manteau terrestre comprendrait d'immenses quantités d'eau à une profondeur variant de 410 à 660 km. La quantité d'eau contenue dans l'ensemble de ces minéraux serait supérieure à celle de tous les océans et mers à la surface de la Terre,.
À plus grande profondeur, c'est-à-dire dans le manteau inférieur, la ringwoodite se déstabilise pour donner un silicate ferro-magnésien à structure de pérovskite, souvent appelé par abus de langage « pérovskite mantellique ».